# Henrik Werner (läkare)
Henrik Werner, Heinrich Wilhelm Ludwig (H. W. L.) Werner, läkare, född 26 september 1790 i Braunschweig, Tyskland, död 27 augusti 1849 i Linköping.

## Biografi
Två gånger deltog han som arméläkare i Napoleonkrigen. Först för den preussiska armén, sedan för den svenska, efter att ha flytt till Sverige när han hade tillfångatagits av fransmännen vid slaget i Jena. Vid slaget i Tistedalen i Norge belönades han med en tapperhetsmedalj i guld. 1817 blev han anställd som underläkare vid bygget av Göta kanal, 1820 som bataljonsläkare vid Kungliga Andra livgrenadjärregementet och 1825 provinsialläkare i Linköping, där han gjorde insatser under koleraepidemin år 1834.

### Familj
År 1829 gifte han sig med Ida Elisabeth Gradman, född 1811 i Göteborg, död 1870 i Stockholm, dotter till en handelsman. Deras första barn Ida (1830–1892) blev mor till Linköpings donator Henric Westman, vars Westman-Wernerska stiftelsen bär morfaderns namn. Andra barnet var Jenny Lydia (1831–1874), det tredje konstnären Gotthard Werner (1837–1903) och det fjärde och sista Henrik Reinhold (1842–1886). De båda makarna och yngste sonen ligger tillsammans på Linköpings griftegård under en gravsten som hänvisar till Joh. Up. 2:19.